# أولاد بوزيري
أولاد بوزيري قرية وجماعة قروية مغربية قريبة لمدينة سطات وتابعة لاقليم سطات في الدار البيضاء سطات. وأولاد بوزيري تابعة لقبائل الشاوية. تتميز اولاد بوزيري بالاراضي الصالحة للزراعة والفلاحة وبالمياه الجوفية المتوفرة. من مشاهير القرية الثنائي الفكاهي قشبال وزروال. 